# Silvia Carrera
Silvia Carrera Concepción (Cerro Pelado, Comarca Ngäbe-Buglé, c.1970) es una política panameña, desde 2011 hasta 2022 fue Cacica General de la comarca indígena Ngábe-Buglé, ubicada al oeste del país.

## Biografía
Ha recibido atención mundial después de representar a su pueblo en conversaciones con el Gobierno de Panamá sobre la minería de minerales dentro de la Comarca. También recibió notoriedad adicional al rechazar públicamente una invitación del Presidente Ricardo Martinelli de Panamá para cenar con él en el Palacio Presidencial en la Ciudad de Panamá para discutir la autorización de la minería de cobre en la Comarca Ngöbe-Buglé.